# Tinamou superbe
Eudromia formosa
Espèce
Statut de conservation UICN

 LC  : Préoccupation mineure
Le Tinamou superbe (Eudromia formosa) est une espèce d'oiseaux de la famille des Tinamidae.

## Liste des sous-espèces
Selon la classification de référence du Congrès ornithologique international (version 15.1, 2025) :
- Eudromia formosa formosa (Lillo, 1905) — nord de l'Argentine ;
- Eudromia formosa mira Brodkorb, 1938 — sud-ouest du Paraguay.